# Diontae Johnson
Diontae Lamarcus Johnson (Ruskin, Florida, 5 de julio de 1996), más conocido como Diontae Johnson, es un jugador profesional estadounidense de fútbol americano que se desempeña en la posición de wide receiver en Houston Texans, equipo de la National Football League (NFL).

## Carrera
Fue seleccionado en la tercera ronda en la Reunión Anual de Selección de Jugadores de la NFL de 2019. Hizo su debut profesional con el equipo Pittsburgh Steelers, donde jugó cinco temporadas, en 2024 pasó a Carolina Panthers.